# EnBW Ostwürttemberg DonauRies

Die EnBW ODR ist eine Tochtergesellschaft der EnBW und ein  Dienstleistungsunternehmen im Bereich Strom, Erdgas, Energiedienstleistungen, Informationstechnologie und Umwelt. Sie ging im Jahre 1999 aus der Fusion der beiden Energieversorger UJAG und MÜAG hervor und hat ihren Sitz in der württembergischen Stadt Ellwangen.

## Daten
Das unmittelbare Versorgungsgebiet erstreckt sich über eine Fläche von 3500 km² mit ca. 540.000 Einwohnern in 131 Gemeinden in der württembergischen Region Ostwürttemberg und dem bayerischen Ries.

## Beteiligungen
Hauptgesellschafter ist die EnBW REG Beteiligungs GmbH in Stuttgart mit 89,48 %. Die NWS REG Beteiligungs GmbH hält 10,25 % der Aktien und 0,27 % befinden sich in Streubesitz.

## Sonstiges
Die EnBW ODR war 2001 Pilot-Anbieter von PowerLAN.